# Coole (Marne)
Coole település Franciaországban, Marne megyében. Lakosainak száma 156 fő (2022. január 1.). Coole Faux-Vésigneul, Maisons-en-Champagne, Pringy, Sompuis és Soudé községekkel határos.

## Népesség
A település népességének változása:
| Lakosok száma | 202  | 176  | 173  | 144  | 150  | 145  | 145  | 148  | 150  | 156  |
|               | 1968 | 1982 | 1990 | 2006 | 2013 | 2015 | 2017 | 2019 | 2020 | 2022 |